# Hydropsyche didyma
Hydropsyche didyma är en nattsländeart som beskrevs av Wolfram Mey 1999. Hydropsyche didyma ingår i släktet Hydropsyche och familjen ryssjenattsländor. Inga underarter finns listade i Catalogue of Life.